# Mads Wissing Andersen
Mads Wissing Andersen er en dansk pokerspiller, der har gjort det godt især online, hvor han hele to gange i 2007 vandt søndagsturneringen hos PartyPoker.
Ved WSOP Main Event i 2010 sluttede Mads Wissing som den eneste tilbageværende dansker på en 25. plads.